# Zərdab
Zərdab (in russo Зардоб, Zardob) è un comune dell'Azerbaigian, capoluogo dell'omonimo distretto.